# Conflicto lingüístico
El conflicto lingüístico puede surgir en sociedades en las que existen dos o más comunidades de hablantes. Cuando dos o más grupos lingüísticos diferenciados entran en contacto pueden suscitarse varias interpretaciones sobre las consecuencias de esa situación. Una situación de conflicto lingüístico muy frecuente es cuando en un país existen minorías lingüísticas o procesos de inmigración donde los hablantes de origen foráneo llegan a ser un porcentaje significativo de la población total. También pueden producirse cuando una región o un país está gobernado por una minoría prestigiosa o empoderada que habla una lengua diferente de la mayoría de la población.

## Introducción
Frente a la situación estable o estática del contacto de lenguas, que ofrece el modelo de diglosia, en las situaciones de conflicto lingüístico dos (o más) grupos lingüísticos constituyen comunidades con intereses antagónicos en los que las respectivas lenguas suelen verse como elementos en competencia.
Según algunos modelos de conflicto lingüístico, el contacto de lenguas siempre implica una situación de desequilibrio en la que uno de los grupos lingüísticos es dominante y el otro u otros están dominados u oprimidos. Para algunos autores, esta es una situación dinámica, no determinista ni irreversible, sino más bien explicable atendiendo a condicionamientos sociales, en las situaciones conflictivas caben varias posibles soluciones que van desde la desaparición por substitución de la lengua dominada a la superación de la situación de desajuste mediante un proceso de recuperación del estatus, del capital simbólico y del valor comunicativo de la lengua dominada.